# 卓光谟
卓光谟，广东五华华城凤岭籍人，明朝政治人物。
岁贡出身。嘉靖四十三年，任福建永安县知县，后升审理正。